# توم كاهيل (لاعب كرة قدم بريطاني)
توم كاهيل (بالإنجليزية: Tom Cahill)‏ هو لاعب كرة قدم بريطاني في مركز الهجوم، ولد في 21 نوفمبر 1986 في ليلاند ‏ في المملكة المتحدة. لعب مع نادي ألترينتشام ونادي روذرهام يونايتد ونادي هاروجيت تاون.

## وصلات خارجية
- توم كاهيل (لاعب كرة قدم بريطاني) على موقع قاعدة بيانات كرة القدم.إي يو (الإنجليزية)
- توم كاهيل (لاعب كرة قدم بريطاني) على موقع Soccerbase.com (لاعب) (الإنجليزية)